# Ginette Leclerc
Ginette Leclerc, pseudonimo di Geneviève Menut (Parigi, 9 febbraio 1912 – Parigi, 2 gennaio 1992), è stata un'attrice francese.

## Biografia
Nata nel quartiere parigino di Montmartre, dove i suoi genitori gestivano una gioielleria, nel 1930 sposò il ballerino Lucien Leclerc e cercò di affermarsi come danzatrice, malgrado l'opposizione della famiglia. All'inizio degli anni trenta lavorò come modella per le cartoline sexy ("coquines") molto in voga all'epoca, e come figurante e comparsa per il cinema, quando venne notata dal regista Claude Autant-Lara, che le affidò un piccolo ruolo in Ciboulette (1933). L'anno successivo ebbe una parte di rilievo accanto a Fernandel nella commedia L'albergo del libero scambio, che Marc Allégret trasse dall'omonima pièce teatrale di Georges Feydeau.
Dotata di una bellezza sensuale e provocante e di una voce seducente, la Leclerc conquistò la celebrità nel 1937 con la partecipazione al film Il fu Mattia Pascal di Pierre Chenal e si affermò definitivamente   grazie al film La moglie del fornaio (1938) di Marcel Pagnol, al fianco di Raimu. Fu una delle sue interpretazioni più memorabili, una sorta di Madame Bovary provenzale, dal fascino voluttuoso, che mal sopporta le banalità della vita di provincia in un villaggio delle Alpilles, fugge con l'amante ma viene ricondotta alla sua scialba vita coniugale grazie alla solidarietà che gli abitanti del paese dimostrano nei confronti del fornaio. 
Interprete di molti ruoli di affascinante femme fatale, La Leclerc raggiunse l'apice della carriera con il complesso personaggio di Denise Saillens, la donna sensuale e zoppa, innamorata di un medico (Pierre Fresnay) in Il corvo (1943) di Henri-Georges Clouzot, uno dei capolavori del cinema francese di tutti i tempi. Nuovamente in uno scenario della provincia francese, turbato dall'arrivo di una serie di lettere anonime che denunciano le miserie morali degli abitanti, l'attrice si distinse nel ruolo di una ragazza apparentemente cinica e lasciva, ma che in realtà ricerca una normalità che il suo handicap (rappresentato dalla scarpa ortopedica che è costretta a indossare) non le consente.
Durante il periodo dell'Occupazione, con altri celebri artisti dell'epoca quali il suo compagno Lucien Gallas, Tino Rossi, Jean Tissier, Georges Marchal, la Leclerc si esibì nel cabaret parigino "Baccara-Club", diventato rifugio e ritrovo di collaborazionisti e occupanti. Alla Liberazione dovette subire una detenzione di quasi un anno per aver lavorato - come del resto una parte degli attori francesi dell'epoca - in film realizzati dalla compagnia cinematografica Continental (uno di questi fu proprio Il corvo), che durante l'Occupazione monopolizzava le produzioni francesi grazie a finanziamenti tedeschi. 
Nel dopoguerra, la Leclerc faticò a trovare ruoli di rilievo ma proseguì tenacemente la carriera, pur in maniera discontinua, comparendo in film come Il fiacre n. 13 (1948) di Raoul André e Mario Mattoli, e Il piacere (1952) di Max Ophüls. Fu partner di Jean Gabin nei film I giganti (1955) e Il re dei falsari (1961), entrambi diretti da Gilles Grangier. Lavorò in alcune occasioni per la televisione, come nella serie Les enquêtes du commissaire Maigret, interpretando generalmente ruoli di donna autoritaria e malvagia. La sua ultima apparizione sulle scene risale al 1977 nel film La Barricade du point du jour di René Richon.
Residente per anni in un appartamento di rue de Belloy, nel XVI arrondissement di Parigi, l'attrice morì il 2 gennaio 1992, all'età di 79 anni, a causa di un cancro. È sepolta nel cimitero parigino di Pantin.

## Filmografia parziale
- L'Enfant du miracle, regia di André Gillois (1932)
- Ciboulette, regia di Claude Autant-Lara (1933)
- L'uomo senza tramonto (Cette vieille canaille), regia di Anatole Litvak (1933)
- Le Grand jeu, regia di Jacques Feyder (1934)
- L'albergo del libero scambio (L'Hôtel du libre échange), regia di Marc Allégret (1934)
- Roses noires, regia di Jean Boyer, Paul Martin (1935)
- Vertigine di una notte (La Peur), regia di Viktor Turžanskij (1936)
- Il fu Mattia Pascal (L'Homme de nulle part), regia di Pierre Chenal (1937)
- Appello alla vita (L'Appel de la vie), regia di Georges Neveux (1937)
- Prigione senza sbarre (Prison sans barreaux), regia di Léonide Moguy (1938)
- Bufera d'amore (Le Ruisseau), regia di Maurice Lehmann e Claude Autant-Lara (1938)
- Tricoche et Cacolet, regia di Pierre Colombier (1938)
- La moglie del fornaio (La Femme du boulanger), regia di Marcel Pagnol (1939)
- Luisa (Louise), regia di Abel Gance (1939)
- Avventura di una notte (Métropolitain), regia di Maurice Cam (1939)
- Menaces, regia di Edmond T. Dréville (1940)
- Nelle sabbie mobili (L'Empreinte du Dieu), regia di Léonide Moguy (1940)
- Vie privée, regia di Walter Kapps (1942)
- Foresta tragica (La grande marnière), regia di Jean de Marguenat (1943)
- Il corvo (Le Corbeau), regia di Henri-Georges Clouzot (1943)
- Il fiacre n. 13, regia di Raoul André, Mario Mattoli (1948)
- Sciopero in famiglia (Jo la Romance), regia di Gilles Grangier (1949)
- Acque torbide (Les Eaux troubles), regia di Henri Calef (1949)
- Il piacere (Le Plaisir), regia di Max Ophüls (1952)
- Gli amanti del Tago (Les Amants du Tage), regia di Henri Verneuil (1954)
- I giganti (Gas-oil), regia di Gilles Grangier (1955)
- Ogni giorno è vacanza (Le Chômeur de Clochemerle), regia di Jean Boyer (1957)
- Misterius (Les magiciennes), regia di Serge Friedman (1960)
- Il re dei falsari (Le Cave se rebiffe), regia di Gilles Grangier (1961)
- Ossessione nuda (Le Chant du monde), regia di Marcel Camus (1965)
- Goto, l'isola dell'amore (Goto, l'île d'amour), regia di Walerian Borowczyk (1969)
- Il grande cerimoniale (Le grand cérémonial), regia di Pierre-Alain Jolivet (1969)
- Tropico del Cancro (Tropic of Cancer), regia di Joseph Strick (1970)
- Fuori il malloppo (Popsy Pop), regia di Jean Herman (1971)
- Le drapeau noir flotte sur la marmite, regia di Michel Audiard (1971)
- Amici miei in campagna (Le Trèfle à cinq feuilles), regia di Edmond Freess (1972)
- Gli amori impossibili (Le Rempart des Béguines), regia di Guy Casaril (1972)
- La pendolare (Elle court, elle court la banlieue), regia di Gérard Pirès (1973)
- Anche i gangster mangiano lenticchie (La belle affaire), regia di Jacques Besnard (1973)
- Spermula, regia di Charles Matton (1976)

## Doppiatrici italiane
- Anna Miserocchi ne Il re dei falsari
- Lorenza Biella ne Il corvo (ridoppiaggio)